# Barcelona '92: 16 Days of Glory
Barcelona '92: 16 Days of Glory è un film documentario del 1993 sulle olimpiadi di Barcellona 1992 diretto dal regista statunitense Bud Greenspan. Il film è stato proiettato in prima visione sul canale televisivo Disney Channel.

## Trama
Le storie di Derek Redmond il cui sogno di medaglia si infrange a causa di un infortunio, ma commuoverà il mondo raggiungendo il traguardo sorretto dal padre; di Khalid Skah corridore che ha vinto la medaglia d'oro, è stato squalificato e poi reintegrato; e Evelyn Ashford, che a 35 anni è stata la velocista più vecchia ad essersi aggiudicata la vittoria olimpica nell'Atletica leggera. Sono incluse le riprese delle cerimonie di apertura e chiusura dei Giochi olimpici.